# Atletismo nos Jogos Pan-Americanos de 2023 - Lançamento de dardo masculino
A competição de lançamento de dardo masculino do atletismo nos Jogos Pan-Americanos de 2023 foi disputada em 4 de novembro no Parque Deportivo Estadio Nacional, em Santiago, no Chile. No total, competiram 12 atletas de 8 Comitês Olímpicos Nacionais (CON).

## Calendário
Horário local (UTC-4).
| Data          | Horário | Fase  |
| ------------- | ------- | ----- |
| 4 de novembro | 20:20   | Final |

## Medalhistas
| Ouro   | USA Curtis Thompson          |
| Prata  | BRA Pedro Henrique Rodrigues |
| Bronze | GUY Leslain Baird            |

## Recordes
Antes desta competição, os recordes mundiais e dos Jogos Pan-Americanos da prova eram os seguintes:
| Tipo                             | Atleta          | Marca   | Local | Data                 |
| -------------------------------- | --------------- | ------- | ----- | -------------------- |
|                                  | Jan Železný     | 98,48 m | Jena  | 25 de maio de 1996   |
| Recorde dos Jogos Pan-Americanos | Anderson Peters | 87,31 m | Lima  | 10 de agosto de 2019 |

## Resultados

### Final
Estes foram os resultados:
| Pos. | Atleta                   | Nacionalidade      | #1    | #2    | #3    | #4    | #5    | #6    | Resultado | Notas                |
| ---- | ------------------------ | ------------------ | ----- | ----- | ----- | ----- | ----- | ----- | --------- | -------------------- |
| 01 ! | Curtis Thompson          | USA Estados Unidos | 78.72 | 71.98 | 75.84 | 77.40 | x     | 79.65 | 79.65     |                      |
| 02 ! | Pedro Henrique Rodrigues | BRA Brasil         | 76.74 | 78.45 | 72.98 | 76.32 | 77.16 | x     | 78.45     |                      |
| 03 ! | Leslain Baird            | GUY Guiana         | 72.87 | 73.48 | 68.37 | 78.23 | 74.68 | 72.43 | 78.23     | Recorde da temporada |
| 4    | Capers Williamson        | USA Estados Unidos | 76.29 | 73.13 | x     | 72.67 | x     | x     | 76.29     |                      |
| 5    | David Carreon            | MEX México         | 74.34 | 74.06 | 73.43 | 74.47 | 71.08 | 69.68 | 74.47     |                      |
| 6    | Billy Julio              | COL Colômbia       | 72.22 | 71.54 | 71.21 | 71.79 | 70.66 | 73.35 | 73.35     |                      |
| 7    | Antonio Ortíz            | PAR Paraguai       | 71.02 | 67.03 | 70.19 | 71.51 | 71.52 | x     | 71.52     |                      |
| 8    | Carlos Armenta           | MEX México         | 68.07 | 67.99 | 69.00 | 67.81 | x     | 66.97 | 69.00     |                      |
| 9    | Luiz Dias                | BRA Brasil         | 66.18 | 68.26 | 68.20 |       |       |       | 68.26     |                      |
| 10   | Elvis Graham             | JAM Jamaica        | 64.11 | 63.30 | 67.86 |       |       |       | 67.86     |                      |
| 11   | Francisco Muse           | CHI Chile          | 67.56 | 62.52 | 61.97 |       |       |       | 67.56     | Recorde da temporada |
| 12   | Zaavan Richards          | JAM Jamaica        | 60.27 | x     | x     |       |       |       | 60.27     |                      |

Legenda
| Recorde mundial                  | Recorde mundial (World record)               |                       | Recorde africano                      | Recorde africano (African) |                                           | Q | Classificado por posição (Qualified) |
| Recorde dos Jogos Pan-Americanos | Recorde pan-americano (Pan-American record)  | Recorde da América    | Recorde da América (Americas)         | q                          | Classificado por melhor tempo (Qualified) |   |                                      |
| Melhor marca do ano              | Melhor marca do ano (World leading)          | Recorde asiático      | Recorde asiático (Asian)              | DNS                        | Não largou (Did not start)                |   |                                      |
| Recorde nacional                 | Recorde nacional (National record)           | Recorde europeu       | Recorde europeu (European)            | DNF                        | Não terminou (Did not finish)             |   |                                      |
| Recorde pessoal                  | Recorde pessoal do atleta (Personal best)    | Recorde da Oceania    | Recorde da Oceania (Oceania)          | DSQ / DQ                   | Desclassificado (Disqualified)            |   |                                      |
| Recorde da temporada             | Recorde da temporada do atleta (Season best) | Recorde sul-americano | Recorde sul-americano (South America) | NM                         | Sem marca (No mark)                       |   |                                      |